# 异丁醛
异丁醛，IUPAC系统名称为2-甲基丙醛，属醛类，是一种具有分子式(CH3)2CHCHO的有机化合物，与正丁醛（丁醛）是同分异构体。工业上通过丙烯氢甲酰化的副反应制备。异丁醛的气味类似于湿的谷物或稻草。尽管异丁它具有阿尔法氢原子，它也能发生坎尼扎罗反应。

## 合成
工业上，异丁醛通过丙烯氢甲酰化的副反应制备，每年能生产数百万吨。 
在强无机酸催化下，甲基烯丙基醇能重排为异丁醇。
异丁醇也可以用工程菌生产。

## 反应
异丁醛氢化生成异丁醇，氧化生成异丁烯醛或异丁烯酸，与甲醛缩聚生成3-羟基-2,2-二甲基丙醛。